# Victor Bak Jensen
Victor Bak Jensen (Østerild, 3 ottobre 2003) è un calciatore danese, difensore del Midtjylland.

## Carriera

### Club
Bak Jensen è cresciuto nel settore giovanile del Midtjylland, con cui ha debuttato il 22 maggio 2022 nell'incontro di Superligaen vinto 3-2 contro il Randers. Il 30 agosto seguente è stato ceduto in prestito all'Hobro per giocare con maggior frequenza, ma nel mercato invernale del 2023 è stato richiamato.
Il 3 agosto 2023 è passato in prestito al Mafra, club militante in Segunda Liga. Anche in questo caso, dopo soli sei mesi è stato richiamato in Danimarca.

### Nazionale
Ha giocato nelle nazionali giovanili danesi Under-17 ed Under-21.

## Statistiche

### Presenze e reti nei club
Statistiche aggiornate all'11 novembre 2024.
| Stagione           | Squadra            | Campionato         | Campionato | Campionato | Coppe nazionali | Coppe nazionali | Coppe nazionali | Coppe continentali | Coppe continentali | Coppe continentali | Altre coppe | Altre coppe | Altre coppe | Totale | Totale | Totale |
| Stagione           | Squadra            | Comp               | Pres       | Reti       | Comp            | Pres            | Reti            | Comp               | Pres               | Reti               | Comp        | Pres        | Reti        | Pres   | Reti   |        |
| ------------------ | ------------------ | ------------------ | ---------- | ---------- | --------------- | --------------- | --------------- | ------------------ | ------------------ | ------------------ | ----------- | ----------- | ----------- | ------ | ------ | ------ |
| 2021-2022          | Midtjylland        | SL                 | 1          | 0          | CD              | 0               | 0               | UCL+UEL+UECL       | 0                  | 0                  | -           | -           | -           | 1      | 0      |        |
| 2022-gen. 2023     | Hobro              | 1D                 | 9          | 1          | CD              | 2               | 0               | -                  | -                  | -                  | -           | -           | -           | 11     | 1      |        |
| gen.-giu. 2023     | Midtjylland        | SL                 | 12         | 0          | CD              | 0               | 0               | UEL                | 2                  | 0                  | -           | -           | -           | 14     | 0      |        |
| ago. 2023          | Midtjylland        | SL                 | 0          | 0          | CD              | 0               | 0               | UECL               | 1                  | 0                  | -           | -           | -           | 1      | 0      |        |
| 2023-gen. 2024     | Mafra              | LdH                | 15         | 0          | CP              | 2               | 0               | -                  | -                  | -                  | -           | -           | -           | 17     | 0      |        |
| gen.-giu. 2024     | Midtjylland        | SL                 | 10         | 0          | CD              | 0               | 0               | -                  | -                  | -                  | -           | -           | -           | 10     | 0      |        |
| 2024-2025          | Midtjylland        | SL                 | 5          | 0          | CD              | 2               | 0               | UCL+UEL            | 1+4                | 0                  | -           | -           | -           | 12     | 0      |        |
| Totale Midtjylland | Totale Midtjylland | Totale Midtjylland | 28         | 0          |                 | 2               | 0               |                    | 8                  | 0                  |             | -           | -           | 38     | 0      |        |
| Totale carriera    | Totale carriera    | Totale carriera    | 52         | 1          |                 | 6               | 0               |                    | 8                  | 0                  |             | -           | -           | 66     | 1      |        |

## Palmarès

### Club

#### Competizioni nazionali
- Campionato danese: 1

Midtjylland: 2023-2024